# Ana de Kiev
Ana Yaroslavna (entre 1024 y 1032 – 1075), conocida como Ana de Rus (Agnés, en Francia), como Ana de Rutenia a lo largo de los siglos y como Ana de Kiev desde finales del siglo XX, fue hija del Gran príncipe de la Rus de Kiev, Yaroslav I el Sabio y de su esposa, la princesa sueca Ingegerd Olofsdotter, hija de Olaf Skötkonung, fue reina de Francia por su matrimonio con Enrique I y regente de su hijo el rey Felipe I.

## Infancia

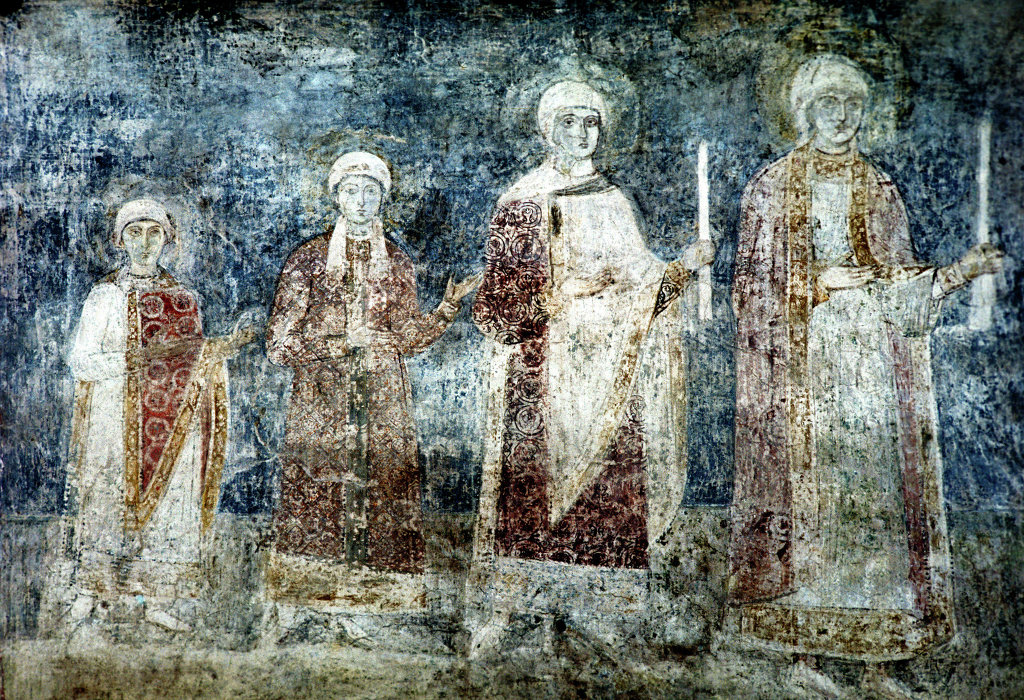
El historiador de arte Viktor Lazarev sugirió que la figura de la izquierda de este fresco de la Catedral de Santa Sofía, en Kiev, representaba a Ana. Según el historiador Robert-Henri Bautier, representa a uno de sus hermanos.

Ana fue hija de Yaroslav I el Sabio, Gran Príncipe de Kiev y Príncipe de Nóvgorod, y su segunda esposa Ingegerd Olofsdotter de Suecia. Se desconoce su fecha de nacimiento exacta; Philippe Delorme ha sugerido 1027, mientras que Andrew Gregorovich ha propuesto 1032, citando una mención en una crónica de Kiev del nacimiento de una hija de Yaroslav en ese año.
Se desconoce el lugar exacto de Ana en el orden de nacimiento de sus hermanos, su infancia y su educación. Se supone que sabía leer y escribir, al menos lo suficiente como para escribir su nombre, porque su firma en cirílico existe en un documento de 1061. Delorme ha señalado que Yaroslav fundó varias escuelas en su reino y sugiere que la educación era algo muy valorado en su familia, lo que lo llevó a proponer un nivel significativo de educación para Ana. Gregorovich ha sugerido que Ana aprendió francés como preparación para su matrimonio con el rey Enrique I de Francia.

## Resto de su vida
Después de la muerte de Matilde de Frisia, su segunda esposa, el rey Enrique buscó una nueva esposa, pues Francia necesitaba una reina. Su embajada recorrió las cortes europeas en busca de una candidata y fue en la lejana corte del Rus de Kiev de donde retornaron con Ana, a veces llamada Inés, con quien contrajo matrimonio en la Catedral de Reims el 19 de mayo de 1051. La reina y su esposo tuvieron tres hijos y una hija:
- Felipe (1052-1108), rey de Francia.
- Roberto (1054-1063)
- Emma (1055-1109)
- Hugo (1057-1102), conde de Vermandois.

En 1054 se produjo el Cisma de Oriente, evento de mutua excomunión que separó al papa y a la cristiandad de Occidente, de los patriarcas y cristiandad de Oriente, especialmente del principal de ellos, el Patriarca Ecuménico de Constantinopla. Ana pertenecía a esta última comunidad, pero siguió a su esposo, que apoyó, como todos los príncipes europeos occidentales, al papa. De este modo Ana perdió todo contacto con su familia.
Se cree que fue la reina Ana de Kiev quien importó el nombre Felipe a Occidente, ya que es el nombre que puso a su primer hijo. Podría haber importado este nombre griego (Philippos, de Philos y hippos, que significa «el que ama a los caballos») de su cultura ortodoxa.
Ana edificó el monasterio de San Vicente en Senlis (St. Vincent à Senlis) en 1060. Ana trajo del Rus de Kiev a Francia el Evangelario de Reims, famoso por ser el de la consagración de los Reyes de Francia. Ana fue la primera reina de Francia alfabetizada; conocía griego y latín. Aparece su rúbrica en alfabeto cirílico en un documento de 1063 como ANA REINA, que es francés de la época, pero que probablemente no es manuscrita suya, sino plasmada por un asistente rus.
La muerte de su esposo en 1060, cuando su hijo Felipe apenas contara con 7 años, llevó a Ana a la regencia, siendo ella la primera mujer en ejercer este cargo en la corte francesa, su corregente fue el conde Balduino V de Flandes.
En 1063 se casó con el conde Raúl III de Valois (Crépy-en-Valois) (1010/1015 - 1074), uno de los Capetos, conde de Crépy, Vexin y Amiens. Raúl la raptó en 1062 del monasterio de San Vicente, donde ella quería tomar los hábitos después la muerte de su marido. Sus segundas nupcias encolerizaron a la sociedad porque Raúl era un vasallo, pero el matrimonio fue feliz. Cuando Raúl murió en 1074 Ana volvió a la corte con el título de reina madre.
Después de 1075 no se sabe nada de Ana. Según algunas fuentes, Ana murió alejada del poder el 5 de septiembre de 1075 y fue enterrada en la abadía de Villers, La Ferté-Alais, Essonne. Según otras fuentes, Ana volvió con su padre, quien murió en 1054, en Kiev, donde ella vivió entre 7 u 8 años más y murió en 1089.